# 1467 en Angleterre
Chronologie de l'Angleterre
- 1463
- 1464
- 1465
- 1466
- 1467
- 1468
- 1469
- 1470
- 1471

Cette page concerne l'année 1467 du calendrier julien.

## Naissances en 1467
- 11 août : Marie d'York, princesse royale
- 25 novembre : Thomas Dacre, 2e baron Dacre
- Date inconnue :
  - John Bourchier, 2e baron Berners
  - John Colet, doyen de Saint-Paul
  - Thomas Darcy, 1er baron Darcy de Darcy
  - William Latimer, helléniste
  - Andrew Windsor, 1er baron Windsor
  - William Wyggeston, marchand

## Décès en 1467
- 6 mars : Éléonore de Beauchamp, duchesse de Somerset
- 14 juin : Marguerite de Beauchamp, comtesse de Shrewsbury
- 21 novembre : John Low, évêque de Rochester
- Date inconnue :
  - John Boyville, propriétaire terrien
  - John Cutler alias Carwithan, member of Parliament pour Exeter
  - William Gregory, lord-maire de Londres
  - Michael Gryffin, homme de loi
  - William Vernon, propriétaire terrien